# Ramsey Clark
William Ramsey Clark (Dallas, 18 de diciembre de 1927-Nueva York, 9 de abril de 2021) fue un abogado estadounidense que trabajó como fiscal general de los Estados Unidos durante la presidencia de Lyndon B. Johnson en los años 60.  

## Biografía
Fue una persona controvertida por su defensa tanto de personas de izquierdas como de ultraderecha. Formó parte del equipo jurídico de Saddam Hussein. 
En noviembre de 1996 participó en el Tribunal Internacional por Crímenes Contra la Humanidad Cometidos por el Consejo de Seguridad de Naciones Unidas en Irak, celebrado en Madrid a ejemplo del Tribunal Russell; iniciativa cívica de intelectuales, políticos y profesionales del Derecho contrarios a las trágicas consecuencias del embargo sobre la población civil de ese país, encargándose de la lectura del acta de acusaciones.
Falleció el 9 de abril del 2021 en Nueva York. Medios cubanos, al dar la noticia, destacaron su solidaridad con Cuba de larga data.

## Premios
- Premio Gandhi Peace Award, que otorga desde 1960 la organización estadounidense Promoting Enduring Peace.